# Denis Glusjakov
Denis Borisovich Glushakov (ryska: Денис Борисович Глушаков), född 27 januari 1987 i Millerovo, är en rysk fotbollsspelare som spelar för Akhmat Groznyj i Ryska Premier League. Han spelar främst som offensiv mittfältare.
Han var uttagen i Rysslands trupp vid fotbolls-EM 2012.